# Nikon Coolpix S8100
La Nikon Coolpix S8100 è una fotocamera non-SLR prodotta dalla Nikon, che fa parte della serie Nikon Coolpix. È in commercio dall'11 gennaio 2011.

## Caratteristiche tecniche
- Pixel effettivi: 12.1 milioni
- Sensore di immagine: sensore da 1/2,3 pollici CMOS (numero totale di pixel: circa 12,75 milioni)
- Obiettivo: obiettivo ottico zoom Nikkor 10x; 5,4-54,0 mm (equivalente a circa 30–300 mm nel formato 35 mm [135]); f/3,5-5,6; zoom digitale: fino a 4x (l'angolo di campo è equivalente a quello di un obiettivo di circa 1200 mm nel formato 35 mm [135])
- Monitor: LCD TFT da 7,5 cm, circa 921 k punti, con ampio angolo di visione con rivestimento antiriflesso e regolazione della luminosità in 5 livelli
- Supporti di memorizzazione: memoria interna (circa 102 MB), card di memoria SD/SDHC/SDXC
- Sensibilità ISO: 160, 200, 400, 800, 1600, 3200

Auto (guadagno automatico da ISO 160 a 800)
Intervallo predefinito auto (da ISO 160 a 400)
Sequenza sport (da ISO 160 a 3200)
- Interfaccia: USB ad alta velocità
- Fonti di alimentazione: una batteria ricaricabile Li-ion EN-EL12 (in dotazione)

Adattatore CA EH-62F (acquistabile separatamente)
- Dimensioni (LxAxP): circa 104,0 x 59,2 x 29,9 mm (escluse le sporgenze)
- Peso: circa 209 g (incluse batteria e card di memoria SD)